# THB Champions League
De THB Champions League is de hoogste voetbaldivisie van Madagaskar. De competitie werd opgericht in 1962. Opvallend aan de competitie is dat het opgedeeld is in poules. 32 voetbalclubs nemen deel aan de competitie, die zich allemaal moeten kwalificeren via de aparte competitie van hun deelstaat. Er zijn vier ronden en in elke ronde worden de teams opgedeeld in poules van vier ploegen. Elk team speelt eenmaal tegen elkaar en wanneer alle wedstrijden gespeeld zijn, gaan de beste twee door. Dit gaat zo verder tot de laatste ronde, waar de eerste van die laatste poule zich als kampioen mag kronen.

## Teams
- ASCUM
- FC Joël (Sava)
- Racing Club Nosy-Bé (Diana)
- Herita Antsohihy (Sofia)
- AJS Maintirano (Melaky)
- BAS Tsiroanomamandidy
- CNaPS Sport
- Tana FC Formation
- Académie Ny Antsika
- FC Maeva (Betsiboka)
- FC Grand Olympique
- Japan Actuel's FC
- AS Jirama Fianarantsoa
- FC Mania Ambositra
- FC Real Vatovavy-Fitovinany
- PFV Vangaindrano
- 3FB Toliara
- AS Espoir Ambovombe
- FC Ilakaka
- Fils Eléphant Fort-Dauphin
- AS Adema (Analamanga)
- AS Fortior
- FC Espérance Vavatenina
- Voromaherin'Alaotra

## Kampioenschappen
- 1962 : AS Fortior
- 1963 : AS Fortior
- 1964 : niet toegekend
- 1965 : niet toegekend
- 1966 : niet toegekend
- 1967 : niet toegekend
- 1968 : Fitarikandro
- 1969 : US Fonctionnaires
- 1970 : MMM Toamasina
- 1971 : AS St. Michel
- 1972 : Fortior Mahajanga
- 1973 : JS Antalaha
- 1974 : AS Corps Enseignement
- 1975 : AS Corps Enseignement
- 1976 : geen kampioenschap
- 1977 : AS Corps Enseignement
- 1978 : AS St. Michel
- 1979 : Fortior Mahajanga
- 1980 : MMM Toamasina
- 1981 : AS Somasud
- 1982 : Dinamo Fima
- 1983 : Dinamo Fima
- 1984 : geen kampioenschap
- 1985 : AS Sotema
- 1986 : BTM Antananarivo
- 1987 : JOS Nosy-Bé
- 1988 : COSFAP
- 1989 : AS Sotema
- 1990 : ASF Fianarantsoa
- 1991 : AS Sotema
- 1992 : AS Sotema
- 1993 : BTM Antananarivo
- 1994 : FC Rainizafy
- 1995 : FC Fobar
- 1996 : FC BVF
- 1997 : DSA Antananarivo
- 1998 : DSA Antananarivo
- 1999 : AS Fortior
- 2000 : AS Fortior
- 2001 : SOE Antananarivo
- 2002 : AS Adema
- 2003 : Ecoredipharm
- 2004 : USJF Ravinala
- 2005 : USCA Foot
- 2006 : AS Adema
- 2007 : Ajesaia
- 2008 : Académie Ny Antsika
- 2009 : Ajesaia
- 2010 : CNaPS Sport
- 2011 : Japan Actuel's FC
- 2012 : AS Adema
- 2013 : CNaPS Sport